# Nonhyeon-dong, Incheon
Nonhyeon-dong (koreanska: 논현동 är en stadsdel i staden Incheon i den nordvästra delen av Sydkorea, 30 km väster om huvudstaden Seoul. Den ligger i stadsdistriktet Namdong-gu.

## Indelning
Administrativt är Nonhyeon-dong indelat i:
| Namn    | Namn                | Yta km² | Invånare 31 dec 2020 |
| ------- | ------------------- | ------- | -------------------- |
| 논현1동 | Nonhyeon 1(il)-dong | 3,55    | 32 927               |
| 논현2동 | Nonhyeon 2(i)-dong  | 3,26    | 34 382               |